# نیکولای ایوانوف
نیکولای ایوانوف (روسی: Николай Петрович Иванов؛ ۲۰ اوت ۱۹۴۹ – ۸ ژوئن ۲۰۱۲) قایقران روئینگ اهل شوروی بود.
وی در مسابقات کشوری و بین‌المللی در مجموع برندهٔ ۳ مدال طلا، ۱ مدال نقره، ۱ مدال برنز شده‌است.